# Hiroshi Kato
Hiroshi Kato (加藤 寛, Kato Hiroshi, Okayama, 29 januari 1951) is een Japans voetbaltrainer.

## Carrière
Hij tekende in 1995 bij Vissel Kobe. In december 1997 nam hij het roer over van de opgestapte Stuart Baxter als interim-trainer. In oktober 2004 werd hij bij Vissel trainer.